# 森登 (北莱茵-威斯特法伦州)
森登（德語：Senden，發音：[ˈzɛndn̩] ⓘ）是德国北莱茵-威斯特法伦州明斯特行政区科斯费尔德县的市镇，面积109.45平方千米，人口为人。